# Roca Theodor
La Roca Teodoro o Roca Theodor (54°36′S 37°1′O / -54.600, -37.017) es una roca ubicada aproximadamente a medio camino entre la isla Annenkov y las islas Pickersgill, frente a la costa sudoeste de la Isla San Pedro. 
Fue trazada por el personal de Investigaciones Discovery en 1930 y llamado así por Theodor Hansen, artillero en el Southern Pride, un ballenero noruego utilizado en la encuesta.